# BBC Radio 6 Music
BBC Radio 6 Music — британська цифрова радіостанція, що належить і управляється BBC, яка спеціалізується переважно на альтернативній музиці. У 2002 році це була перша національна музична радіостанція, запущена BBC за останні 32 роки. Вона доступна лише на цифрових носіях: DAB-радіо, BBC Sounds, цифровому телебаченні, а також по всій Північній та Західній Європі через супутник Astra 2B.
BBC Radio 6 Music описують як «спеціалізовану альтернативну музичну станцію». Багато ведучих заперечують проти думки, що основна увага приділяється інді-гітарній музиці. Сама станція описує себе як «найсучаснішу музику сьогодення, культову та новаторську музику останніх 40 років та необмежений доступ до чудового музичного архіву BBC». Її формат нагадує еклектичне радіо в тому вигляді, в якому воно існує в інших країнах, оскільки, незважаючи на наявність запрограмованого плейлиста, на станції регулярно звучить широкий спектр музичних жанрів: поп, рок, танцювальна, електронна, інді, хіп-хоп, R&B, панк, фанк, грайм, метал, соул, ска, хауз, реґі, джаз, блюз, world, техно, експериментальна музика та багато інших жанрів. До цього слід додати більшу свободу вибору ведучого щодо запрограмованого плейлиста порівняно з іншими радіостанціями BBC, але особливо порівняно з комерційними радіостанціями. З 2014 року в різних містах Великої Британії проводиться щорічний музичний фестиваль 6 Music Festival, який транслюється в прямому ефірі радіостанції. Починаючи з 2023 року, 6 Music Festival проводитиметься щороку лише у Великому Манчестері з більш обмеженим масштабом.
У липні 2010 року BBC Trust оголосив, що відхилив пропозицію BBC закрити 6 Music, щоб надати комерційним конкурентам більше місця. Фонд прокоментував це тим, що станція «сподобалася слухачам, була дуже самобутньою і зробила важливий внесок». У 2018 році 6 Music була найпопулярнішою цифровою радіостанцією із середньою щотижневою аудиторією 2,53 мільйона слухачів.
За даними RAJAR, станом на вересень 2023 року станція мовить на щотижневу аудиторію в 2,7 мільйона слухачів, частка яких становить 2,5 %.

## Історія
BBC 6 Music була запропонована у жовтні 2000 року як «тільки цифрова» радіостанція і отримала назву «Network Y» («Network X» стала BBC Radio 1Xtra, а «Network Z» — BBC 7).

Логотип BBC 6 Music на момент запуску, використовувався з 2002 по 2007 рік

Радіостанція була запущена о 7 ранку в понеділок, 11 березня 2002 року з шоу, яке вів Філл Юпітус. На старті серед ведучих були Ліз Кершоу, Ендрю Коллінз, Том Робінсон, Гідеон Коу, Дженіс Лонг, Кріс Хокінс, Гарі Бертон, Крейг Чарльз, Стюарт Маконі, Брінслі Форд, Suggs, Клер Макдоннелл, Брюс Дікінсон, Трейсі Маклеод, Шон Хьюз і Боб Гарріс. Першою піснею, що прозвучала на радіостанції, був трек гурту Ash «Burn Baby Burn».
6 Music зазнала критики за зміну денного розкладу наприкінці 2007 та на початку 2008 року, зокрема, за заміну Гідеона Коу в ранковому ефірі на Джорджа Лемба. У відповідь Леслі Дуглас, на той час контролер BBC Radio 2 та 6 Music, заявила, що ці зміни мали на меті залучити більше слухачок. Вона стверджувала, що «чоловіки, як правило, більше цікавляться інтелектуальною стороною музики, треками, де були створені альбоми, тощо». Це, в свою чергу, викликало більше критики за сексизм з боку Дуглас.

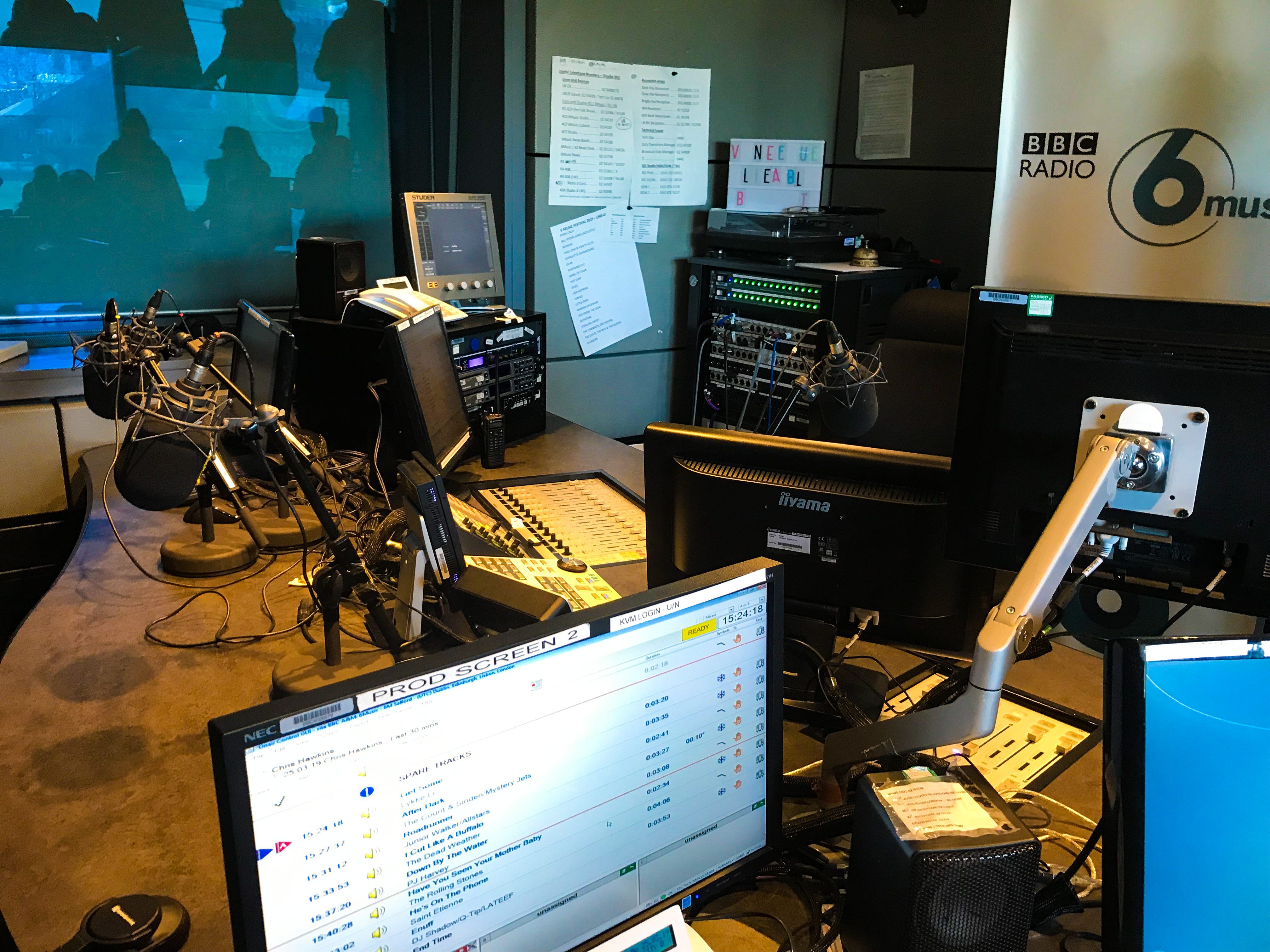
Cтудія BBC Radio 6 у Солфорді

У березні 2006 року BBC 6 Music переїхала з Broadcasting House до нових студій у сусідньому Воган-хаусі (тоді він називався Вестерн-хаус), щоб уможливити регенерацію Broadcasting House.
У 2011 році BBC Radio 6 Music розпочала процес переїзду деяких своїх ведучих, співробітників та програм з Лондона та інших міст до нових студій у MediaCityUK у Солфорді поблизу Манчестера. Студії розташовані на першому поверсі Dock House. Серед програм, що транслюються звідти, — Radcliffe & Maconie, The Craig Charles Funk and Soul Show, а також шоу Марка Райлі та Мері Енн Гоббс.

### Пропозиція щодо закриття

Логотип BBC Radio 6 Music, 2007—2022

У лютому 2010 року, напередодні огляду BBC Trust, газетні повідомлення припускали, що 6 Music можуть закрити. Огляд не рекомендував закриття, але зазначив, що лише один з п'яти жителів Великої Британії знав про існування станції, і що їй не вистачало ведучих, які користувалися б довірою як музичні експерти. Газета The Times стверджувала, що Марк Томпсон, генеральний директор BBC, запропонував закриття як частину спроби скоротити діяльність BBC і дати комерційним конкурентам більше простору. Гучна кампанія проти закриття станції привернула увагу ЗМІ і призвела до того, що «#SaveBBC6Music» швидко стала популярною темою у Твіттері. Провідним голосом кампанії став Джарвіс Кокер, вокаліст британського гурту Pulp, який презентував на BBC 6 Music власне шоу Недільна служба Джарвіса Кокера. Група у Facebook, створена для протидії запропонованому закриттю, набрала майже 180 000 учасників.
Газета The Sunday Times повідомляла, що після громадського резонансу, пов'язаного з пропозицією закриття, 6 Music буде ребрендовано в Radio 2 Extra, зі збереженням аналогічного плейлиста, але з мовленням лише 12 годин на добу, втім Тім Деві, керівник відділу аудіо та музики BBC, заперечував таку можливість.
Через п'ять місяців після того, як вперше з'явилися чутки про закриття, фонд BBC Trust оголосив, що його не переконали плани керівництва BBC і що станція не буде закрита.
У першому кварталі 2011 року деякі радіослужби BBC, включно з 6 Music, стали частиною огляду ефективності, проведеного Джоном Майєрсом. Його роль, за словами Ендрю Гаррісона, виконавчого директора RadioCentre, полягала в тому, щоб «виявити як області передового досвіду, так і можливі заощадження». The Telegraph припустив, що це було пов'язано з «критикою з боку комерційного сектору», в той час як The Guardian процитувала звіт Національного аудиторського офісу.
BASCA активно поширювала петиції, які оскаржували план BBC закрити 6 Music.

### 2000-ні
У 2020 році Пол Роджерс, старший керівник замовлень на 6 Music, залишив станцію, і його замінила Саманта Мой на посаді керівника станції. Мой внесла низку змін до розкладу, очоливши «беззаперечну зміну культури на станції».
Деякі музичні керівники ставлять під сумнів загальну стратегію цифрової станції з 2020 року, висловлюючи сумніви щодо таких ініціатив, як цілоденне поп-програмування, заявляючи, що це «більш типово для комерційної мережі, ніж для станції BBC», а слухачі коментують, що тематичні дні — це «ознака того, що в них закінчуються ідеї».
У 2021 році після 14 років роботи ведучим пішов Шон Ківені, який сказав, що його «вигнали на крижину, як літнього інуїтського родича». Через скарги слухачів BBC опублікувала заяву, в якій повідомила, що «радіомережі завжди еволюціонують з часом»..
У 2023 році ведучі Гідеон Коу та Марк Райлі, які тривалий час працювали на BBC, скоротили свої години, щоб звільнити місце для нової вечірньої програми під назвою New Music Fix Daily з Дебом Грантом і Томом Рейвенскрофтом, скоротивши години нової альтернативної музики на BBC щотижня з 20 до восьми. Стюарт Лі описав цей крок як «захоплення звуку і ставлення, які надавали станції авторитет і мету», а інсайдери заявили, що цей крок «вирве серце» станції.
Деякі слухачі вважають, що зміни на станції пов'язані з «дискримінацією за віком» і прагненням завоювати молодих слухачів, і, незважаючи на те, що в огляді послуг 6 Music, проведеному BBC, пропонується зробити більше для залучення старших слухачів, поточна стратегія мережі спрямована на зростання аудиторії у віці від 25 до 44 років. Деякі слухачі, які брали участь у кампанії з порятунку радіостанції в 2010 році, вважають, що зміни «повністю суперечать тому, за що ми боролися, як в музичному плані, так і в загальній тональності».
У вересні 2023 року Стів Ламак оголосив, що відходить від ведення щоденної програми, але повернеться в січні 2024 року з програмою по понеділках. Г'ю Стівенс буде вести програму з вівторка по п'ятницю.

## Статистика

### Рейтинги та аудиторія
У лютому 2010 року повідомлялося, що 6 Music демонструє зростання аудиторії, завоювавши аудиторію в 695 000 слухачів за перший квартал, що на 12,3 % більше, ніж у попередньому році, однак у кварталі до грудня 2009 року «охоплення» (частка дорослого населення, яке слухає принаймні п'ять хвилин протягом середньостатистичного тижня) становило 1 %, а частка Total Survey Area (від загального часу прослуховування) — 0,4 %.
Згідно з оглядом послуг Radio 2 та 6 Music, опублікованим BBC у лютому 2010 року, середній вік слухачів 6 Music становив 36 років, що змусило авторів припустити, що можна зробити більше для залучення старших слухачів, враховуючи, що станція грає широкий спектр музики від 1960-х років до наших днів. В огляді також стверджувалося, що дефіцит уваги до жінок-слухачок, виявлений у 2007 році, все ще існує, і що необхідно внести зміни для залучення більшої кількості слухачів з етнічних меншин і малозабезпечених верств населення, проте в огляді не було надано детальної інформації про масштаби цих проблем.
Після пропозиції закрити радіостанцію, кількість слухачів в Інтернеті значно зросла. Кількість щотижневих унікальних онлайн-слухачів зросла в середньому до 133 653 у березні 2010 року, що на 50 відсотків більше, ніж у березні попереднього року. Коли у травні 2010 року були оприлюднені дані RAJAR, виявилося, що за перші три місяці року радіостанція 6 Music мала в середньому 1,02 мільйона слухачів, порівняно з 695 000 слухачів у попередньому році.
У 2011 році загальна аудиторія 6 Music за три місяці до 27 березня склала 1,3 мільйона слухачів, що на 1,14 мільйона більше, ніж у попередньому кварталі, згідно з останніми даними Об'єднаної ради з дослідження аудиторії радіо (RAJAR). Завдяки шоу відомих діджеїв, таких як Джарвіс Кокер, Г'юї Морган та Лорен Лаверн, 6 Music також збільшила свою аудиторію з 1,02 млн у першому кварталі 2010-го. Станція побила ще більше рекордів у 2012-му, із загальною аудиторією у 1,62 млн слухачів у третьому кварталі року. За останній місяць 2012 року RAJAR повідомив, що за кількістю прослуховувань 6 Music обігнала BBC Radio 4 Extra і стала найпопулярнішою цифровою радіостанцією у Великій Британії. Той же звіт також показав, що 6 Music випередила BBC Radio 3 за часткою прослуховування, що на 31 % більше, ніж роком раніше.
У 2014 році було оприлюднено звіт, в якому йшлося про те, що BBC Radio 6 Music вперше обігнала BBC Radio 3 за кількістю слухачів на тиждень. Середньотижнева аудиторія цифрової станції становила 1,89 млн слухачів (що на 5,5 % більше, ніж у 2013 році), тоді як середньотижнева аудиторія BBC Radio 3 становила 1,884 млн слухачів.
У 2018 році BBC Radio 6 Music була 10-ю найпопулярнішою радіостанцією за тижневим охопленням — між Talksport і Absolute Radio — і 6-ю найпопулярнішою за кількістю годин прослуховування — між BBC Radio 5 Live і Kiss.
Кількість слухачів досягла піку в 2,8 мільйона в 2022 році, а в 2023 році вона знизилася до 2,7 мільйона в порівнянні з попереднім роком.

## Висвітлення у ЗМІ

### Номінації і нагороди
Кілька ведучих та шоу BBC 6 Music отримали нагороди Sony Radio Academy Awards. У 2006 році ведучий Марк Райлі отримав срібну нагороду в номінації «Особистість року на музичному радіо». У квітні 2008 року комедійний дует Адама і Джо, який веде суботнє ранкове шоу 6 Music, отримав нагороду Гільдії радіопреси в номінації «Радіопрограма року». Джордж Лемб також отримав нагороду Sony «Висхідна зірка». У травні 2009 року Адам і Джо отримали три срібні нагороди Sony Radio Silver.
Після оголошення про закриття 6 Music, Адам і Джо виграли приз за найкращу комедію на церемонії Sony Radio Academy Awards у травні 2010 року, а Джарвіс Кокер отримав нагороду «Висхідна зірка», за яку голосували слухачі, за свої шоу на 6 Music. Два роки по тому станція була названа британською станцією року на церемонії Sonys, судді відзначили «впевненість у своєму розкладі, яка не лише відображає справжню пристрасть до музики, але й чітке розуміння аудиторії, для якої вони ведуть мовлення».

### Суперечки
У 2007 році BBC 6 Music опинився в центрі уваги преси через скандали з приводу сфальсифікованих конкурсів. З'ясувалося, що у 2006 році «Шоу Ліз Кершоу» сфальсифікувало конкурс, використовуючи продюсерів та їхніх друзів як «переможців конкурсу», що призвело до звільнення молодшого продюсера. 20 вересня 2007 року було оголошено про відставку керівника програм Ріка Блаксілла.
У травні 2008 року Джордж Лемб отримав догану за використання своєї програми для підтримки кандидата від консерваторів Бориса Джонсона на посаду мера Лондона.

## Події

### 6 Music Festival
У січні 2014 року BBC запустила 6 Music Festival, новий музичний фестиваль за участю артистів, які «поділяють альтернативний дух мережі». Фестиваль щороку відбувається в іншому місті, а перший відбувся в Манчестері в лютому 2014 року, хедлайнером якого став Деймон Алберн. Квитки на захід були розпродані за шість хвилин, але хедлайнерський сет Алберна був розкритикований, і було заявлено, що фестиваль «просто не спрацював».
6 Music Festival повернувся у 2015 році в Ньюкасл-апон-Тайні та Гейтсхеді з виступами Нене Черрі, Royal Blood, The Charlatans та Hot Chip. Фестиваль був оцінений як «тріумфальне святкування лівого поля», і вигідно відрізнявся від події 2014 року. Захід 2016 року проходив на трьох майданчиках у Бристолі з виступами Foals та Bloc Party. Денна відвідуваність становила 5 000 осіб.
Фестиваль 2017 року відбувся у березні 2017 року (на відміну від попередніх фестивалів, які проходили у лютому) у Ґлазґо, і включав великі сети Future Islands, Sparks, Depeche Mode, The Shins та Belle and Sebastian. Він знову включав вечірні та денні концерти, дискусії та покази. 2018 року фестиваль не відбувся. Однак радіостанція стала куратором белфастського заходу Biggest Weekend.
Фестиваль 2019 року проходив у Ліверпулі. Він тривав три дні на чотирьох різних майданчиках і включав сети The Good, The Bad & The Queen, Анни Кальві, Джона Гранта, Idles, Fontaines D.C. і She drew the gun.
У 2020 році подія відбулася в Roundhouse на Крейдяній фермі в Лондоні, безпосередньо на північ від Камден-таун, у лондонському боро Камден.
Версія 2022 року відбулась у Кардіффі, хедлайнером суботнього вечора була Рошин Мерфі.
Музичний фестиваль BBC Radio 6 2023 року відбувся в Манчестері в O2 Victoria Warehouse (хедлайнери), Band on the Wall (виставки BBC Music Introducing) і RAMONA (DJ-мікс-шоу). У ньому взяли участь Тім Берджесс, Christine and the Queens, Hot Chip, Lava La Rue, Фібі Грін, Ентоні Шмірек, Afflecks Palace, Арло Паркс і The Big Moon.

## Ведучі
- Afrodeutsche
- Крейг Чарльз
- Гідеон Коу
- Метт Еверітт
- Гай Гарві
- Деб Грант
- Кріс Хокінс
- Мері Енн Гоббс
- Стів Ламак
- Емі Ламе
- Лорен Лаверн
- Дон Леттс
- Стюарт Маконі
- Серіс Метьюз
- Г'юї Морган
- Жиль Петерсон
- Іггі Поп
- Марк Редкліфф
- Том Рейвенскрофт
- Марк Райлі
- Том Робінсон
- Шерел
- Jamz Supernova

### Додаткові ведучі
- Sudan Archives
- Джемма Керні
- DJ Paulette
- Езра Фурман
- Jayda G
- Вік Геловей
- Нубія Гарсія
- Набіха Ікбал
- Майкл Ківанука
- Енні Мак
- Кілліан Мерфі
- Рошин Мерфі
- Немоне
- Білл Наї
- Кеті Пукрік
- Г'ю Стівенс
- Тарша Вільямс

## Менеджмент станції

### Поточний
- Саманта Мой — керівник 6 Music, 2020 — дотепер
- Боб Шеннан — мережевий контролер, Radio 2 та 6 Music, 2009—2016[87]
- Джеймс Стірлінг — керівник програм, 6 Music, 2012–[88]
- Джефф Сміт — голова музичного відділу, Radio 2 і 6 Music[89] / head of the weekly playlist meeting[90]
- Лорна Кларк — контролер поп-музики (Radio 1, 1Xtra, Radio 2, 6 Music, Asian Network) 2019-дотепер, керівник виробництва, Radio 2 і 6 Music, 2017—2019 та мережевий менеджер, Radio 2 and 6 Music, 2010—2017[91][92]

### Колишній
- Пол Роджерс — керівник of 6 Music, 2016—2020[93] previously Editor, 2008—2012, and Head of Programmes, 2013—2016
- Леслі Дуглас — мережевий контролер, Radio 2 і 6 Music, 2004—2008
- Рік Блаксілл — керівник програм, 2004—2007